# Dieter Hoff
Dieter Hoff (* 14. August 1939 in Wiesbaden) ist ein ehemaliger deutscher Medienmanager. Er war von 1992 bis 2004 Technischer Direktor des WDR.

## Leben
Hoff studierte an der Technischen Universität München Nachrichtentechnik und arbeitete von 1962 bis 1966 an der Entwicklung von professionellen Sende- und Empfangssystemen für die Industrie. Nachdem er in der Fachrichtung Hochfrequenztechnik promovierte, ging er 1975 als Betriebsingenieur zum WDR in Köln. 1977 übernahm er die Leitung der Abteilung Senderbetriebstechnik, ehe Hoff 1988 zum Hauptabteilungsleiter Hörfunktechnik berufen wurde. In dieser Funktion war er auch Vorsitzender der Hörfunkbetriebsleiterkonferenz der ARD.
Am 1. Mai 1992 trat er das Amt des Technischen Direktors des WDR an. In seine Amtszeit fiel die zunehmende Digitalisierung des Rundfunks, bei der Hoff laut Intendant Fritz Pleitgen „stets die Vorteile für den öffentlich-rechtlichen Rundfunk und das Publikum im Blick gehabt“ habe. Im März 2000 wurde er Vorsitzender des Lenkungsausschusses DVB-T des Landes Nordrhein-Westfalen. Gegen Ende seiner Amtszeit leitete Hoff die Vertragsverhandlungen von ARD und ZDF mit dem Satellitenbetreiber ASTRA, womit der Übergang vom analogen zum digitalen Fernsehen gesichert wurde. Zum 31. August 2004 wurde Hoff pensioniert.
Seit 2005 lebt Dieter Hoff im Ortsteil Riederau von Dießen am Ammersee.